# Ricco Rodriguez
Pour les articles homonymes, voir Rodriguez.
Ricco Rodriguez, né le 19 août 1977 à San José, est un pratiquant de combat libre américain.
Il est ancien champion poids-lourds du King of The Cage et de l'Ultimate Fighting Championship.

## Palmarès MMA
| 25 victoires (6 (T)KOs, 15 soumissions, 3 décisions, 1 autre), 6 Défaites (2 (T)KOs, 4 décisions), 0 Draws. |                          |                               |                                    |            |       |       |
| Date | Résultat                 | Adversaire                    | Nom de l'évènement                 | Méthode    | Round | Temps |
| Victoire | Imani Lee                | Soumission (Rear Naked Choke) | BIB - Beatdown in Bakersfield      | 11/17/2006 | 1     | 2:12  |
| Victoire | Abdias Irisson           | TKO                           | MMAX 7 - MMA Xtreme 7              | 11/11/2006 | 1     | N/A   |
| Victoire | Ron Waterman             | TKO (Arrêt du docteur)        | WFA-King of the Streets            | 7/22/2006  | 1     | 5:00  |
| Victoire | Taylor Brooks            | Soumission (Armbar)           | MMAX 1-MMA Xtreme 1                | 3/25/2006  | 1     | N/A   |
| Défaite | Robert Beraun            | Décision (Unanime)            | RITC 78-Back with a Vengeance      | 1/14/2006  | 3     | 3:00  |
| Victoire | David Mori               | N/A                           | MMAFC 4-MMA Fighting Challenge 4   | 12/3/2005  | N/A   | N/A   |
| Victoire | Corey Salter             | Soumission                    | UTS 3-Ultimate Texas Showdown 3    | 11/26/2005 | 2     | 0:17  |
| Victoire | Jimmy Ambriz             | Soumission (Punches)          | WEC 17-Halloween Fury 4            | 10/14/2005 | 1     | 4:13  |
| Défaite | Ron Waterman             | Décision (Unanimous)          | WEC 16-Clash of the Titans 2       | 8/18/2005  | 3     | 5:00  |
| Victoire | Andy Montana             | Soumission (Armbar)           | IE-Independent Event               | 7/15/2005  | 1     | 1:50  |
| Victoire | Ruben Villareal          | Soumission (Armbar)           | Extreme Wars-X-1                   | 7/2/2005   | 1     | 2:38  |
| Victoire | Scott Junk               | Soumission (Front Choke)      | ROTR 7-Rumble On The Rock 7        | 5/7/2005   | 2     | 0:42  |
| Victoire | Mike Seal                | Soumission (Rear Naked Choke) | MMA Mexico-Day 2                   | 12/18/2004 | 1     | N/A   |
| Défaite | Pedro Rizzo              | Décision (Unanime)            | UFC 45-Revolution                  | 11/21/2003 | 3     | 5:00  |
| Défaite | Antonio Rodrigo Nogueira | Décision (Unanime)            | PRIDE Total Elimination 2003       | 8/10/2003  | 3     | 5:00  |
| Défaite | Tim Sylvia               | TKO (Poings)                  | UFC 41-Onslaught                   | 2/28/2003  | 1     | 3:09  |
| Victoire | Randy Couture            | Soumission (Strikes)          | UFC 39-The Warriors Return         | 9/27/2002  | 5     | 3:04  |
| Victoire | Tsuyoshi Kohsaka         | TKO (Poings)                  | UFC 37-High Impact                 | 5/10/2002  | 2     | 3:25  |
| Victoire | Jeff Monson              | TKO (Poings)                  | UFC 35-Throwdown                   | 1/11/2002  | 3     | 3:00  |
| Victoire | Pete Williams            | TKO (Poings)                  | UFC 34-High Voltage                | 11/2/2001  | 2     | 4:02  |
| Victoire | Andrei Arlovski          | TKO (Poings)                  | UFC 32-Showdown in the Meadowlands | 6/29/2001  | 3     | 1:23  |
| Victoire | Paul Buentello           | Soumission (Kneebar)          | KOTC 7-Wet and Wild                | 2/24/2001  | 2     | 4:21  |
| Victoire | John Marsh               | Décision                      | PRIDE 12 Cold Fury                 | 12/9/2000  | 2     | 5:00  |
| Victoire | Giant Ochiai             | Soumission (Choke)            | PRIDE 10 Return of the Warriors    | 8/27/2000  | 1     | 6:04  |
| Victoire | Gary Goodridge           | Décision                      | PRIDE 9 New Blood                  | 6/4/2000   | 2     | 10:00 |
| Victoire | Travis Fulton            | Soumission (Armbar)           | KOTC 2-Desert Storm                | 2/5/2000   | 1     | 4:49  |
| Victoire | Sam Adkins               | Soumission (Choke)            | Armageddon-Armageddon 2            | 11/23/1999 | N/A   | N/A   |
| Défaite | Bobby Hoffman            | KO (poings)                   | SB 13-SuperBrawl 13                | 9/7/1999   | 1     | 3:13  |
| Victoire | Steve Shaw               | Soumission (Armbar)           | RITC 6-Rage in the Cage 6          | 7/10/1999  | 1     | 1:34  |
| Victoire | Rocky Batastini          | Soumission (Armbar)           | EC-Extreme Cage                    | 3/25/1999  | N/A   | N/A   |
| Victoire | Scott Adams              | Décision                      | EC-Extreme Cage                    | 3/25/1999  | 3     | 4:00  |